# Karl Schiener
Karl Schiener (* 19. Juli 1893 in Nürnberg; † 22. Juli 1963 ebenda) war ein deutscher Buchhändler und Druckgrafiker.

## Leben
Nach der Buchhändlerausbildung übernahm er von seinem Vater die Buchhandlung J. A. Stein am Nürnberger Hauptmarkt. Bis zu seinem Lebensende war er dort tätig. Nebenbei entfaltete sich sein künstlerisches Talent und so entstanden in 35 Schaffensjahren über 100 Radierungen von Nürnberger Stadtansichten.